# Sinterklaasstorm van 2013

Pad dat het lagedrukgebied aflegde tussen 5 december 00:00 UTC en 9 december 12:00 UTC

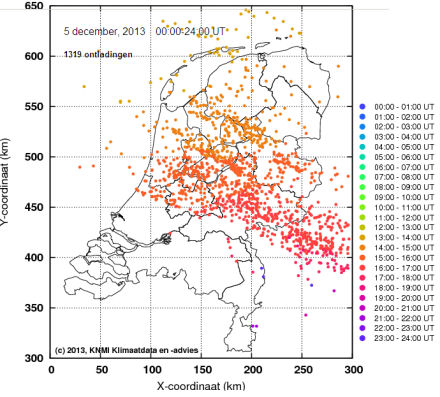
Elektrostatische ontladingen (bliksem) boven Nederland gedurende de storm

De Sinterklaasstorm was een zware storm die op 5 en 6 december 2013 over Noord-Europa trok, soms met orkaankracht. Het feit dat deze storm samenviel met springtij, waarbij het kustwater een extra hoge stand bereikt, verzwaarde zijn effecten. De storm kostte aan ten minste tien mensen het leven. In verschillende landen werden de hoogste waterstanden gemeten sinds de Watersnood van 1953. De hoogste aanhoudende windsnelheid van 130 km/u werd gemeten in Nissum Fjord, een inham in het westen van Jutland, Denemarken. De hardste windstoot bedroeg 229 km/u en werd gemeten op de berg Aonach Mòr in de Schotse Hooglanden.

## Namen
In tegenstelling tot Noord-Amerika krijgen zware stormen in Europa niet één naam, maar passen de meteorologische diensten van de verschillende landen hun eigen gewoontes toe. In Duitsland wordt de naam Xaver gebruikt, in Zweden Sven en in Denemarken is de storm Bodil genoemd. In Polen wordt de naam Ksawery gebruikt, het Poolse equivalent van de Duitse naam. De Britse particuliere organisatie European Windstorm Centre heeft de storm Cameron genoemd.

## Situatie per land

### België
Bredene evacueerde preventief 2083 inwoners van de wijk Sas-Slijkens tussen de Spuikom en het kanaal Brugge-Oostende. Oostende kreeg te kampen met het hoogste waterpeil sinds de Watersnood van 1953. Het water kwam tot op 6,33 meter TAW. In de haven van Antwerpen raakte de C Ladybug korte tijd op drift. Er zijn 130 leden van de Civiele Bescherming en 30 militairen ingezet om 25.000 zandzakken te leggen en andere preventieve maatregelen te nemen, die volgens minister van Binnenlandse Zaken Joëlle Milquet ernstige schade hielpen voorkomen.

### Denemarken
Spoorwegbeheerder Banedanmark legde voor het eerst in de geschiedenis het treinverkeer in het gehele land plat. Verschillende wegen werden afgesloten. Op de Limfjordbrug bij Aalborg kwam 70 tot 80 m2 dakleer op de weg terecht. De Luchthaven van Kopenhagen kondigde aan alle vluchten te annuleren. Een 72-jarige vrouw kwam bij Holstebro om het leven nadat de wind haar auto van de weg had gedrukt.

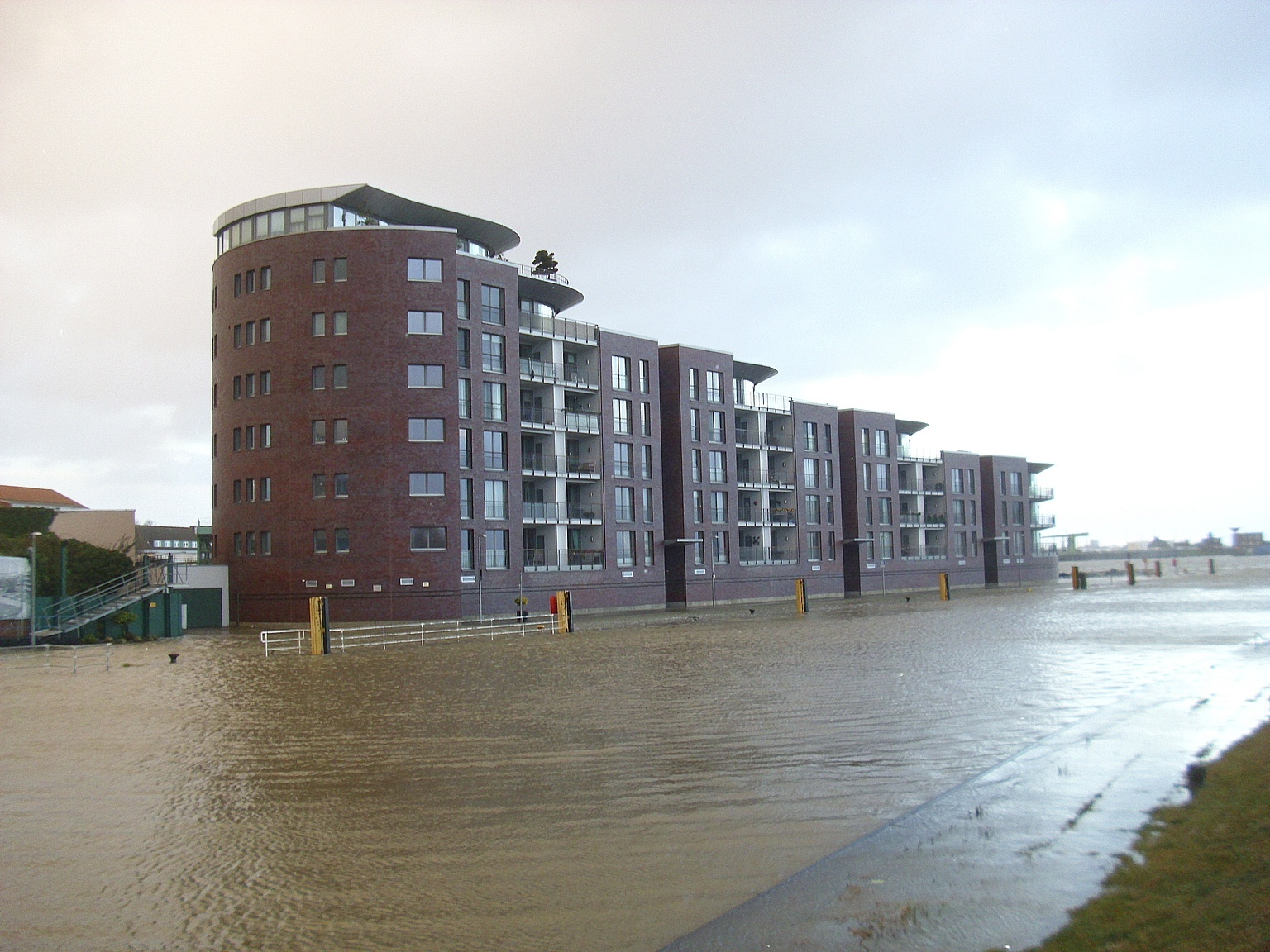
Verschillende steden raakten overstroomd, waaronder Bremerhaven

### Duitsland
Vanwege omgewaaide bomen werd een deel van het treinverkeer in Sleeswijk-Holstein stilgelegd. In Hamburg werd de op twee na hoogste waterstand gemeten sinds 1825. Op sommige plaatsen bereikte de wind snelheden van 160 km/u met een uitschieter van 174 km/u op Sylt. In het waddengebied werden verscheidene Halligen overstroomd.  Op andere oostelijk gelegen waddeneilanden ging veel land verloren, vooral op Juist waar 25 meter duin in de zee verdween, Langeoog, Spiekeroog en Wangerooge. Van de noordelijk gelegen waddeneilanden was er veel schade op Sylt, Föhr en Amrum. In Keitum op Sylt brak een dijk door terwijl de duinen op dit eiland over een lengte van 23 kilometer beschadigd werden.

### Nederland
De Oosterscheldekering werd voor het eerst sinds 2007 gesloten. Ook in Zeeland bereikte het water de hoogste stand sinds de Watersnood van 1953. In Vlissingen kwam het water tot op 3,99 meter boven NAP terwijl in 1953 4,55 meter boven NAP werd bereikt. In Delfzijl kwam het water een halve meter hoger dan verwacht en bleef het met 4,82 meter 1 centimeter onder het record van 2006. In de provincies Groningen, Friesland en Drenthe werd gedurende enkele uren het treinverkeer stilgelegd en werden onderwijsinstellingen gesloten. Op donderdag werden tientallen vluchten op luchthaven Schiphol geschrapt. In verschillende plaatsen, zoals Vlaardingen, Dordrecht en Harlingen kwamen kades onder water te staan en op de waddeneilanden werden stukken duin weggeslagen. Op het eiland Texel kwam de haven in het dorp Oudeschild onder water te staan. Als gevolg van de extreme golfslag verlaagde het strand aan de westzijde van Ameland op enkele plekken tot wel 230 centimeter. Het grootste deel van de stuifdijk van Rottumeroog bleek bij een inspectie van Staatsbosbeheer te zijn weggeslagen.
Met enkele duizenden schademeldingen, goed voor een bedrag van 5 tot 10 miljoen euro, viel de schade van de storm mee, aldus het Verbond van Verzekeraars. Schade door overstromingen en schade in de landbouwsector en voor de overheid is overigens niet in dit bedrag verwerkt.

### Oostenrijk
In Oostenrijk kwam een vrachtwagenchauffeur om bij Maishofen toen een bus door een windvlaag op de andere rijbaan terechtkwam en frontaal op de vrachtauto botste. De buschauffeur raakte zwaargewond, een tweede vrachtwagenchauffeur raakte eveneens gewond.

### Polen
In Polen werden 400.000 huishoudens getroffen door stroomuitval. Er vielen drie doden toen een boom op een auto viel bij Lębork.

### Verenigd Koninkrijk

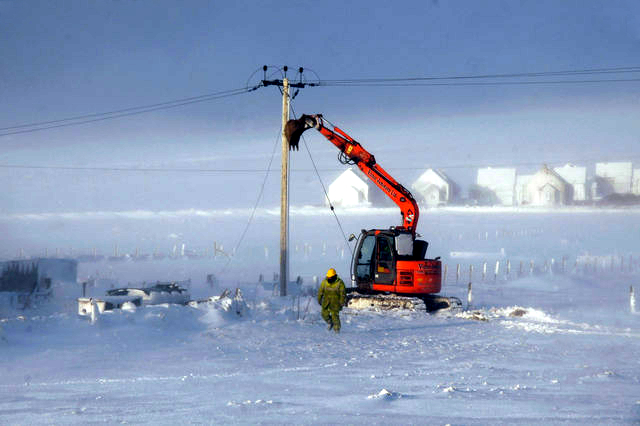
Elektriciteitskabels worden gerepareerd in Baltasound

Verschillende vrachtauto's werden omvergeblazen, waarbij één persoon om het leven kwam. Er vielen enkele gewonden en één dode door omgewaaide bomen. 150 scholen werden gesloten en tienduizenden huishoudens kwamen zonder elektriciteit te zitten. Station Glasgow Central werd geëvacueerd nadat puin door het glazen dak naar binnen kwam. Net als in Denemarken werd het treinverkeer in geheel Schotland stilgelegd. De luchthavens van Aberdeen, Edinburgh en Glasgow ondervonden hinder van de harde wind. Een Airbus A319 van easyJet dat onderweg was van Bristol naar Edinburgh werd geraakt door bliksem en week uit naar Newcastle.

### Zweden
Een oudere vrouw werd dood aangetroffen in de sneeuw vlak voor haar appartement. Een man werd dodelijk getroffen door een omgewaaide boom. Twee Filipijnse opvarenden van een Nederlands schip sloegen overboord en belandden in ijskoud water. Ze zijn niet teruggevonden. In het landschap Skåne reden er geen treinen. Vliegtuigen werden aan de grond gehouden op Malmö Airport en de Luchthaven Göteborg-Landvetter.